# Šako Petrović-Njegoš
Vaivoda Šako Petrović-Njegoš (cirílico serbio: Шако Петровић-Његош), fue un teólogo, comandante militar, político y primo montenegrino del príncipe y rey montenegrino Nicolás I.

## Biografía
Šako Petrović-Njegoš fue el primer presidente de la Asamblea Nacional del Principado de Montenegro (desde noviembre de 1906 hasta el 9 de julio de 1907), asesor estatal y fundador del Partido Popular en 1906, partido que unos años más tarde desempeñó un papel clave papel en el destronamiento de la dinastía Petrović-Njegoš. El Partido Popular fue el primer partido político de Montenegro.